# حسن وضعك (مسلسل)
حسن وضعك مسلسل يمني من إنتاج التلفزيون اليمني عام 1995م، ومن تأليف وإخرج سمير عفيف. يحكي قصة عائلة فيها نماذج متعددة من الموظفين فرب الأسرة وكيل وزارة مرتشي وناهب للمال العام وله ابنتين متزوجتين بموظفين في دائرته الحكومية التي يعمل بها، أحدهم مرتش كعمه والآخر مجتهد يقوم بواجبه كما ينبغي ويحكي المسلسل عن تغير نظرة المجتمع للموظف الأمين فبدل احترامه أصبح مثار استهزاء من قبل المجتمع خاصة إذا كان لذلك الموظف مركز وظيفي يستطيع من خلاله نهب المال العام.

## الممثلون
- محمود خليل.
- نبيل حزام.
- عبد الكريم الأشموري.
- نجيبة عبد الله.
- مديحة الحيدري.

## شارك في البطولة
- علي جياش.
- عبد الحكيم الحمادي.
- سحر الأصبحي.
- عبد الحكيم الحاج.
- فؤاد الكهالي.

وغيرهم من الممثلين اليمنيين.